# Dolby Atmos
Dolby Atmos és el nom d'una tecnologia de so envoltant anunciada per Dolby Laboratories l'abril de 2012 i llançada al juny d'aquest any i utilitzada per primera vegada en la pel·lícula d'animació de Disney i Pixar Brave. Altres pel·lícules de Dolby Atmos són Gravity, The Revenant (El Renacido), Mad Max: Fury Road, La La Land i Hacksaw Ridge (Hasta el último hombre).

Logo Dolby Atmos

## Història

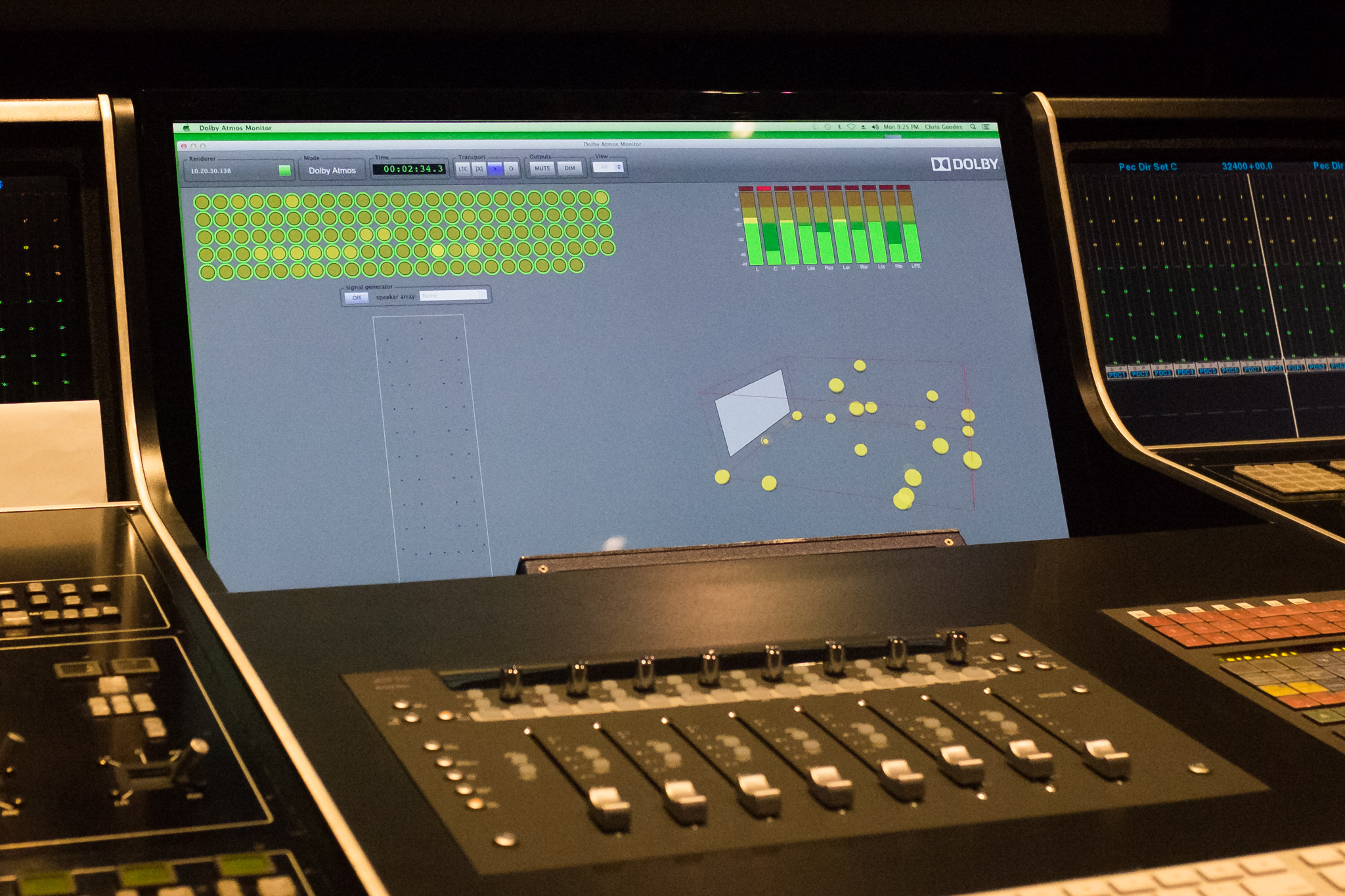
Monitor de Dolby Atmos a SoundFirm, Melbourne, Australia

La primera instal·lació va ser al Dolby Theatre de Los Angeles, per a l'estrena de Brave al juny de 2012. Al llarg de 2012, va veure un llançament limitat de prop de 25 instal·lacions a tot el món, amb un augment de 300 ubicacions el 2013. Va haver-hi més de 2.100 llocs a partir de febrer de 2015. Dolby Atmos també s'ha adaptat a un format de cinema a casa i és el component d'àudio de Dolby Cinema.
L'àlbum de 1992 de R.E.M. Automatic for the People va ser remesclat en Dolby Atmos per al 25è aniversari de l'àlbum el 2017, sent el primer llançament de música en utilitzar Dolby Atmos.

## Tecnologia
La tecnologia Dolby Atmos permet fins a 128 pistes d'àudio més les metadades de descripció espacial d'àudio associades (sobretot, les dades d'ubicació o d'automatització de panning) que es distribuiran als cinemes per obtenir una representació òptima i dinàmica als altaveus basats en les capacitats del teatre. Cada pista d'àudio es pot assignar a un canal d'àudio, al format tradicional per a la distribució o a un "objecte" d'àudio. Dolby Atmos per defecte té un llit de 10 canals 7.1.2 per a talls de l'ambient o per un diàleg central, deixant 118 pistes per als objectes.
Els cinemes a casa amb Dolby Atmos es poden construir segons els dissenys tradicionals 5.1 i 7.1. Per a Dolby Atmos, la nomenclatura difereix lleugerament: un sistema de 7.1.4 Dolby Atmos és un disseny tradicional de 7.1 dissenyat amb quatre altaveus per sobre o altaveus habilitats de Dolby Atmos.
Amb objectes d'àudio, Dolby Atmos permet el mesclador de re-gravació mitjançant un connector de Pro Tools (disponible a Dolby) o una consola de mescla d'àudio de gran format equipada amb Dolby Atmos, com el DFC d'AMS Neve o el MPC5 de Harrison, per designar la ubicació aparent del lloc al teatre per a cada so, com una coordenada rectangular tridimensional relativa a les ubicacions del canal d'àudio definides i als límits del teatre.
Durant la reproducció, els sistema Dolby Atmos de cada un dels cinemes deixa els objectes d'àudio en temps real de manera que cada so provingui del seu lloc designat respecte als altaveus presents al teatre objectiu. Per contra, la tecnologia tradicional multicanal crema essencialment totes les pistes d'àudio d'origen en un nombre fix de canals durant la postproducció. Això tradicionalment ha obligat al mesclador de re-gravació a fer supòsits sobre l'entorn de reproducció que potser no s'apliquen molt bé a un cinema en particular. L'addició d'objectes d'àudio permet que el mesclador sigui més creatiu, per treure més sons de la pantalla i tenir confiança en els resultats.
El maquinari de cinema de primera generació, el "Processador de cinema Dolby Atmos" admet fins a 128 pistes d'àudio discretes i fins a 64 canals d'altaveus únics. La tecnologia va ser creada inicialment per a aplicacions de cinema comercial, i posteriorment es va adaptar al cinema a casa o domèstic. A més de reproduir una barreja estàndard 5.1 o 7.1 amb altaveus agrupats en matrius, el sistema Dolby Atmos també pot donar a cada altaveu un aliment exclusiu propi basat en la seva ubicació exacta, permetent així una gran alçada frontal, un so envoltant i fins i tot al sostre canals "d'altura" per a la selecció precisa de sons selectes, com ara un helicòpter o una pluja.

## Implementacions del consumidor

### Versió de cinema domèstic
A finals de juny de 2014, els socis de maquinari de Dolby Labs van anunciar que aviat arribaria a les sales de cinema de Dolby Atmos.
Entre ells hi havia diversos fabricants establerts d'aparells d'entreteniment audiovisuals que anunciaven nous productes que han portat Dolby Atmos a cinemes de tot el món. Els productes que s'ofereixen van des dels receptors i els preamplificadors de cinema domèstics fins als paquets d'inici-teatre-en-un-box (HTiB) de famílies de marques conegudes com a Denon, Marantz, Onkyo, Pioneer i Yamaha més altres models de fabricants i marques menys coneguts.
La primera pel·lícula que es va llançar en Blu-ray amb Dolby Atmos va ser Transformers: Age of Extinction. El primer videojoc d'usar Dolby Atmos va ser Star Wars: Battlefront amb un acord especial entre EA i Dolby Laboratories. Aquest joc utilitza la captura de bits HDMI de la PC per oferir àudio a receptors d'àudio audiòfon d'àudio Atmos. Battlefield 1 per a PC també té àudio Atmos. Al costat de Xbox One, Crackdown 3 i Gears of War 4 també són compatibles amb Atmos.

### Detalls d'implementació en el cinema domèstic - diferències de les instal·lacions comercials
A causa de l'ample de banda limitat i la manca de poder de processament, Atmos en els cinemes no es fa de la mateixa manera que en els cinemes. S'afegeix un substrama amb codis espacials a Dolby TrueHD o Dolby Digital Plus. Aquest substream representa una representació eficient de la barreja basada en objectes original i original. No es tracta d'un canal codificat amb matriu, sinó d'una senyal digital codificada espacialment amb metadades de panoràmica. Atmos en teatres domèstics pot suportar 24.1.10 canals, i utilitza el substror d'àudio d'objectes codificats espacialment per barrejar la presentació d'àudio perquè coincideixi amb la configuració de l'altaveu instal·lat.
Per tal de reduir la velocitat de bits, els objectes i els altaveus propers es agrupen per formar objectes agregats, que després són dinàmics. El so dels objectes originals es pot estendre sobre diversos objectes agregats per mantenir la potència i la posició dels objectes originals. La resolució espacial (i, per tant, la força del clúster) pot ser controlada pels cineastes quan utilitzen les eines Dolby Atmos Production Suite. Dolby Digital Plus també s'ha actualitzat amb extensions d'Atmos.

### Versió per auriculars
Dolby Atmos té també implementacions auriculars per ordinadors PC, la Xbox One i els telèfons mòbils. Amb Windows 10 els usuaris poden experimentar l'àudio Atmos utilitzant auriculars, i necessiten tenir l'actualització dels creadors en la Versió 1703, disponible amb Windows Update.

### Versió per telèfons mòbils
El març de 2018 la marca de dispositius intel·ligents Samsung va llançar al mercat els telèfons mòbils d’alta gamma Galaxy S8, S8+ (Plus) S9, S9+ agregant en aquests el so estèreo a diferència dels seus predecessors que no en tenien i en els quals es va integrar la tecnologia Dolby Atmos, creant telèfons amb un so realment enriquidor i sorprenent per l'oïda en l’àmbit personal. La versió del Moto E4 plus que ve preinstal·lada amb l'aplicació del mateix nom amb la finalitat d’obtenir una qualitat de so més bona. La qualitat dependrà de la música o pel·lícula que s'escolti.

## Més informació
- Ambisonics, una tècnica de codificació de so. Avui en dia utilitzada per alguns jocs amb audio VR.
- Auro-3D, an earlier, completely channel-based 3D surround system
- DTS:X, a competing fully object-based system